# Boyd Raeburn

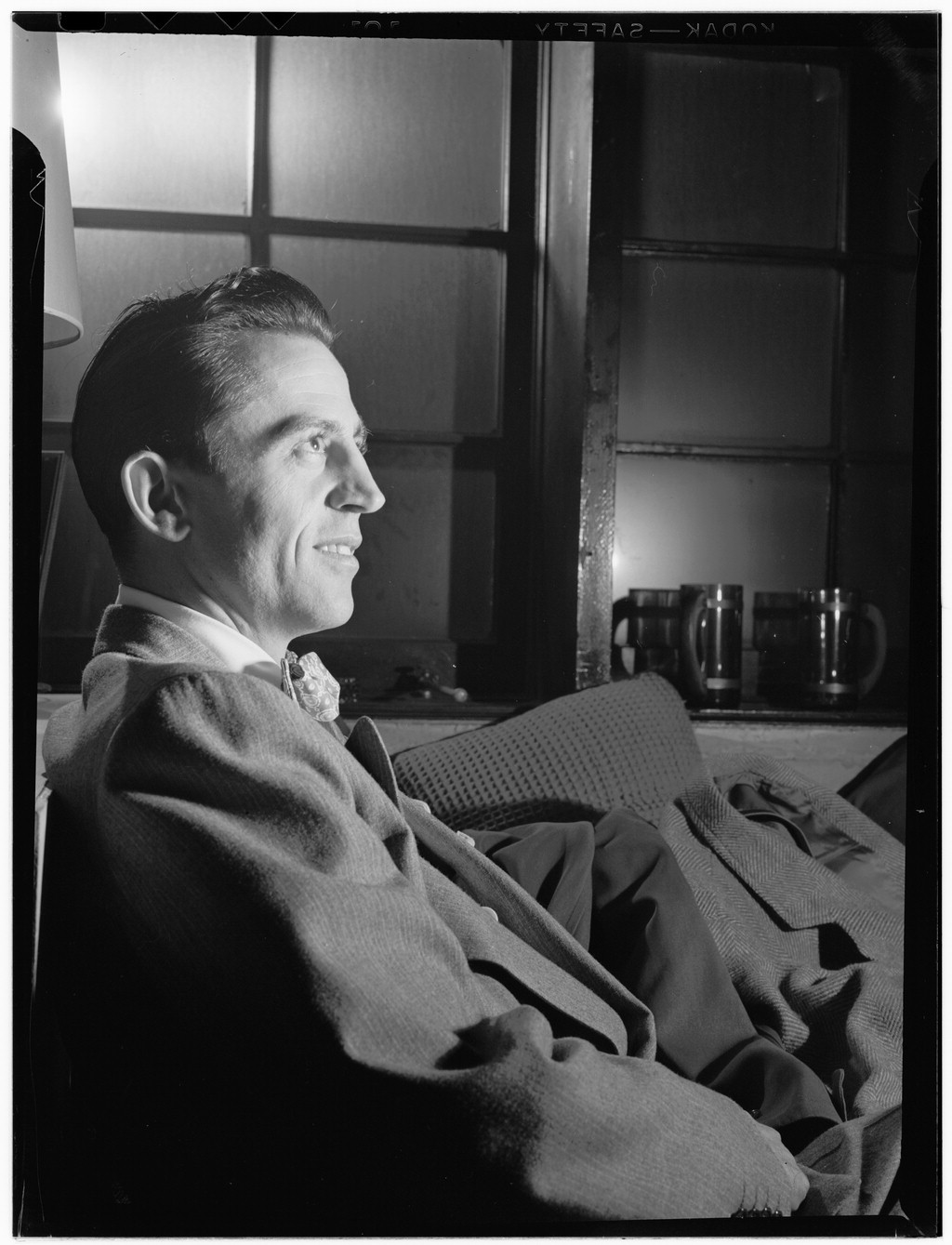
Boyd Raeburn, ca. Juni 1946.
Fotografie von William P. Gottlieb.

Boyd Albert Raeburn (* 27. Oktober 1913 in Faith, South Dakota; † 2. August 1966 in Lafayette, Louisiana) war ein US-amerikanischer Big-Band-Leader und Tenor-, später auch Basssaxophonist.
Nachdem er schon in den 1930er Jahren Tanzbands geleitet hatte (u. a. ein College-Orchester an der University of Chicago, wo er auch studiert hatte, sie traten auch auf der Weltausstellung 1933 auf), mit denen er vorwiegend im Mittleren Westen aufgetreten war, entschloss er sich Anfang der 1940er Jahre, eine Jazz Bigband zu gründen und ließ 1942 ein Repertoire von Marge Gibson schreiben; die Radio-Übertragungen seiner Auftritte im Chicagoer Chez Paree machten seine Band schnell populär. Ab 1944 leitete Raeburn eine Bigband, die dank neuer und fortgeschrittener Arrangements von George Handy (der auch Piano spielte) durch teilweise avantgardistische Dissonanzen auffiel (z. B. in Boyd meets Strawinsky), ähnlich der gleichzeitig aktiven Bands von Woody Herman und Stan Kenton.
Mit seiner neuen Band hatte Raeburn ein Engagement im New Yorker Lincoln Hotel; in seiner Band spielten u. a. Dodo Marmarosa, Oscar Pettiford, Shelly Manne, Budd Johnson, Serge Chaloff, Johnny Mandel, Roy Eldridge, Trummy Young, Sonny Berman, Al Cohn, Britt Woodman, Harry Klee und einmal sogar Dizzy Gillespie (Januar 1945 bei einem einwöchigen Gastspiel im Apollo in Harlem) – die Band spielte als erste überhaupt dessen Klassiker A Night in Tunisia. Vor teilweise dissonanten Hintergrund singen Ginny Powell (seine spätere Ehefrau), June Christy (als Sharon Leslie), Don und Johnny Darcy und David Allen. Ansonsten war die Band eher Count-Basie-orientiert.
Juli 1945 zog Raeburn  mit seiner Bigband an die Westküste der USA, da sie in New York zwar im Radio übertragen wurden, aber keinen Plattenvertrag bekamen. 1946 hatte sie mit French Horn, Harfe und doppelter Holzbläser-Besetzung eine Cool-Ausrichtung. Mitglieder waren in diesem Jahr u. a. Lucky Thompson, Buddy DeFranco, Marmarosa, Ray Linn und Pete Candoli. 1947 arrangierte Johnny Richards für die Band, deren Beitrag zur Jazz-Geschichte aber auch im selben Jahr endete- die Zeit für konzertanten Jazz war noch nicht reif, sie wurden wieder zur gewöhnlichen Tanzband (z. B. 1956–1957 Aufnahmen für Columbia). Die Zeit 1946/47 ist aber z. B. auf Savoy dokumentiert. Da er nicht mehr an seine alten Erfolge anknüpfen konnte, verließ er schließlich Anfang der 1950er Jahre ganz das Musikgeschäft und zog vorübergehend auf die Bahamas. Ende der 1950er versuchte er erfolglos eine Tanzband zu führen. Raeburn starb 1966 an einem Herzanfall.
Sein Sohn Bruce Raeburn leitet das renommierte Hogan Jazz Archive in New Orleans.